# Lokva (Bach)
Die Lokva ist ein kleiner Bach bei Predjama im Gemeindegebiet von Postojna in Slowenien.
Der Bach entsteht nördlich unterhalb von Šmihel pod Nanosom und Landol. Er rinnt dann nordwärts und nimmt nach etwa zwei Kilometern Lauf bei Predjama den Nebenbach Jamščica auf und verschwindet dann in der Predjamska jama (Höhle von Predjama), direkt unterhalb der Höhlenburg Predjama (Predjamski grad) in einer über 100 m hohen Felswand am Südfuß (Podgore) der Hrušica (Birnbaumer Wald).
Die Höhle gehört zum Predjama-Höhlensystem (Predjamski jamski sistem), wo die Lokva mit den nordöstlich liegenden Bächen Ribnik, Mrzlek und Belška voda zusammenfließt. Westlich liegt noch die Prvomajska jama im Einzugsgebiet. Das Höhlensystem entwässert zur Vipava nach Westen, weshalb der Birnbaumer Wald nachweislich nicht die Wasserscheide Mittelmeer–Schwarzes Meer bildet, diese läuft an seinem Ost- und Südfuß entlang, sondern zum Isonzo (Soča)-Einzugsgebiet gehört. Sämtliche kleinen Gerinne südlich bei Landol gehen schon direkt zur Pivka, die Osojca östlich zum Grundwasserkörper Pivka–Unica, also dem Postojna-Höhlensystem (Postojnski jamski sistem, Adelsberger Grotte).

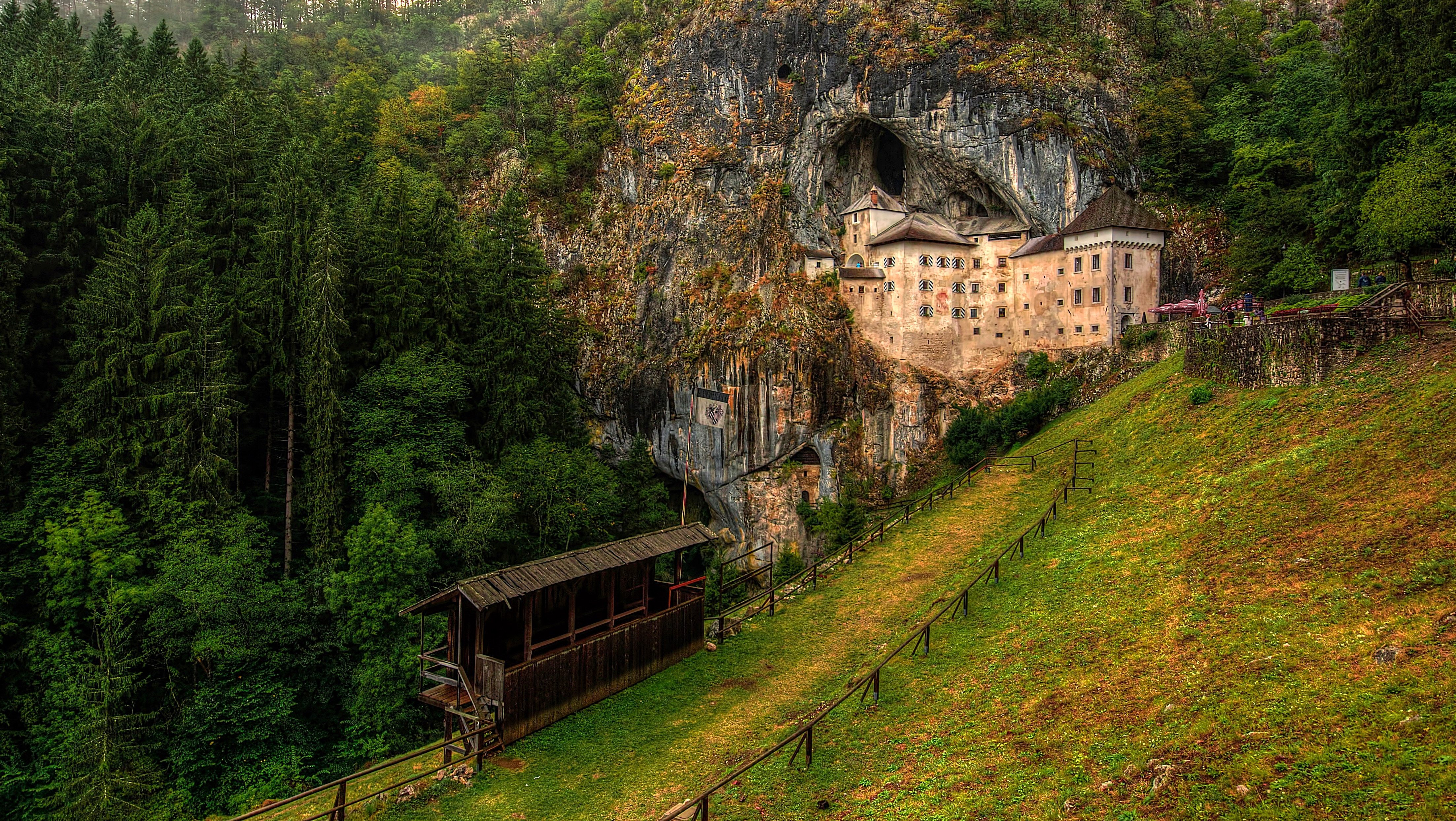
Blick in die Mündungsschlucht der Lokva unterhalb der Höhlenburg Predjama